# Заливский, Томаш
Томаш Заливский (пол. Tomasz Zaliwski) — польский актёр театра и кино.

## Биография
Томаш Заливский родился 15 декабря 1929 года в деревне Рудзинец. Изучал математику в Познанском университете, но позже изменил свои увлечения.
В 1954 году дебютировал в театре, а в 1955 окончил Государственную высшую театральную школу (теперь Театральная академия им. А. Зельверовича) в Варшаве. Актёр ряда театров Варшавы.
Умер 13 июля 2006 года в Варшаве, похоронен на варшавском кладбище в Пырах.

## Личная жизнь
В 1963 году женился на актрисе Тересе Липовской. Их брак продлился до смерти Заливского в 2006 году. У них есть один ребёнок.

## Избранная фильмография
- 1953 — Три повести / Trzy opowieści — Ендрек
- 1955 — Волшебный велосипед / Zaczarowany rower — румынский велосипедист
- 1958 — Эроика / Eroica — адъютант венгерского генерала
- 1961 — Два господина N / Dwaj panowie «N» — Сташек
- 1961 — Самсон / Samson — узник
- 1964 — Первый день свободы / Pierwszy dzien wolności — офицер
- 1964 — Рукопись, найденная в Сарагосе / Rękopis znaleziony w Saragossie — солдат Мона
- 1965 — Всегда в воскресенье / Zawsze w niedzielę — Ян Гроховяк
- 1965 — Пепел / Popioły — офицер князя Понятовского
- 1967 — Ставка больше, чем жизнь / Stawka większa niż życie (телесериал) — польский майор (только в 17-й серии)
- 1968 — Кукла / Lalka — аристократ
- 1969 — Четыре танкиста и собака / Czterej pancerni i pies (телесериал) — Даниэль Лажевский «Магнето»
- 1969 — Знаки на дороге / Znaki na drodze — шофёр Михаляк
- 1969 — Приключения канонира Доласа, или Как я развязал Вторую мировую войну / Jak rozpętałem II wojnę światową — югославский офицер
- 1970 — Приключения пса Цивиля / Przygody psa Cywila (телесериал) — милиционер на мотоцикле (только в 5-й серии)
- 1971 — Голубое, как Чёрное море / Niebieskie jak Morze Czarne — комендант лагеря
- 1973 — Дорога / Droga (телесериал) — простуженный водитель автобуса (только в 2-й серии)
- 1975 — Директора / Dyrektorzy (телесериал) — мужчина, следящий за Ванадой (только в 3-й серии)
- 1976 — Далеко от шоссе / Daleko od szosy (телесериал) — начальник Лешека (только во 2-й серии)
- 1978 — Смерть президента / Śmierć prezydenta — Мацей Ратай, маршал Сейма
- 1980 — Записки молодого варшавянина / Urodziny młodego warszawiaka — Вальчак
- 1980 — Крах операции «Террор» — Винценты Матушевский, польский коммунист
- 1981 — Болдын — полковник Крупицкий
- 1982 — Пепельная среда / Popielec — Хлядик
- 1984 — Хозяин на Жулавах / Pan na Żuławach — Савицкий
- 1985 — Должники смерти / Dłużnicy śmierci — Ежевский
- 1986 — Золотой поезд / Złoty pociąg — Гурский
- 1988 — Красный цвет папоротника / Przeprawa (СССР, Польша) — капитан Бартек
- 2002 — Ведьмак / Wiedźmin — Вуйт